# کاروانسرای دامغان
کاروانسرای دامغان مربوط به دوره صفوی است و در دامغان، مرکز شهر، مجاور مهمانسرای جهانگردی واقع شده و این اثر در تاریخ ۲ اسفند ۱۳۷۶ با شمارهٔ ثبت ۱۹۶۶ به‌عنوان یکی از آثار ملی ایران به ثبت رسیده است.